# Nicaraguai labdarúgó-szövetség
A nicaraguai labdarúgó-szövetség (spanyolul: Federación Nicaragüense de Fútbol) Nicaragua nemzeti labdarúgó-szövetsége. 1931-ben alapították. A szövetség szervezi a nicaraguai labdarúgó-bajnokságot, működteti a nicaraguai labdarúgó-válogatottat. Székhelye: Managuában található.